# Incongruellina
Incongruellina is een geslacht van kreeftachtigen uit de klasse van de Ostracoda (mosselkreeftjes).

## Soorten
- Incongruellina (Lixouria) patrasiensis Uliczny, 1971 †
- Incongruellina inflata Khalaf & Yousif, 1993 †
- Incongruellina keiji (Sissingh, 1972) Brestenska & Jiricek, 1978 †
- Incongruellina rotundata (Ruggieri, 1962) Coutelle & Yassini, 1974 †
- Incongruellina semispinescens Ruggieri, 1958
- Incongruellina tonsa Ahmad, Neale & Siddiqui, 1991 †
- Incongruellina venusta Dingle, 1993